# Felix Hemmerlin

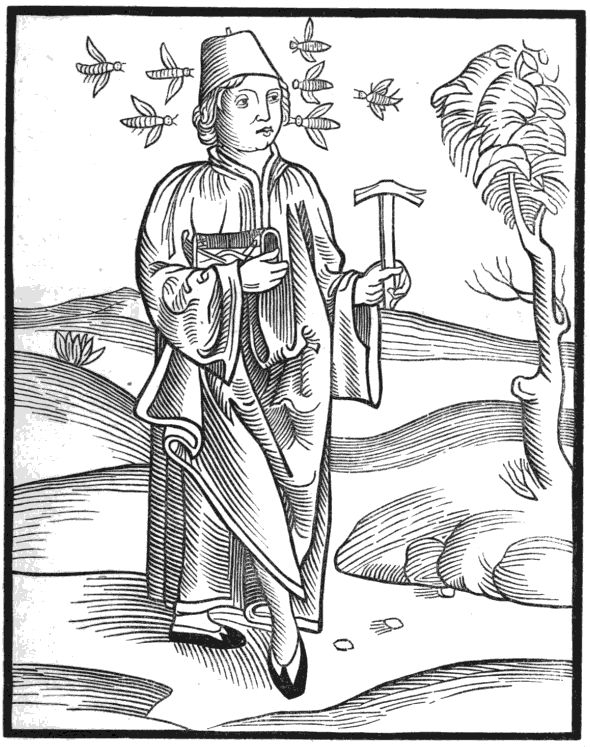
Felix Hemmerlin nach einem Holzschnitt von 1497

Felix Hemmerlin, meist Felix Hemmerli (auch Felix Malleolus und Felix Hemmerlein; * 1388/89 in Zürich; † zwischen 1458 und 1461 in Luzern) war ein Schweizer Theologe, Jurist, Probst und Kantor sowie bedeutender Kirchenpolitiker und Heraldiker, der mit etwa 40 Schriften zu den produktivsten oberdeutschen Autoren seiner Zeit gehört. Er gilt als wichtiger Zeitzeuge der Umbrüche an der Wende vom 14. zum 15. Jahrhundert und zugleich als einer der massgeblichen Philosophen der frühen Eidgenossenschaft.

## Leben
Hemmerlin studierte ab 1413 Kirchenrecht in Erfurt, wo er 1418 den Baccalaureus iuris canonici ablegte, und in Bologna, wo er 1424 mit dem Doctor decretorum abschloss. 1414 wurde er Notar, 1430 wurde er zum Priester geweiht.
Von 1411 bis 1437 war Hemmerlin Chorherr im Stift St. Mauritius in Zofingen, von 1412 bis 1454 ausserdem Chorherr am Grossmünster in Zürich, wo er von 1429 bis 1454 das Amt des Kantors versah. Von 1421 bis 1455 war er Propst bei der Kathedrale St. Ursus et Victor in Solothurn.
Im Jahr 1414 besuchte Hemmerlin das Konzil von Konstanz. Von 1432 bis 1435 war Hemmerlin im Ausschuss zur Kirchenreform auf dem Konzil von Basel tätig. Im Jahr 1454 wurde Hemmerlin in Zürich verhaftet und wegen Ungehorsams vom Bischof von Konstanz Heinrich von Hewen seiner Ämter enthoben. Er wurde im Franziskanerkloster Luzern eingesperrt, in dem er vielleicht zwischen 1458 und 1461 verstarb. Seine letzten bekannten Schriften, das registrum queralae und der Tractat de religiosis proprietariis praecepta domini praedicantibus (1457), widerlegen anscheinend die Vermutung, er sei in dieser Zeit in der Klosterhaft gestorben, eher ist anzudeuten, dass er dieselben nach wiedererlangter Freiheit verfasst hat. Er starb jedenfalls vor 1464, wahrscheinlich um 1460–1461, als Chorherr von Solothurn und Zofingen und Pfarrer von Penthaz, vielleicht am letzteren Orte unter dem Schutze des ihm wohlwollenden Bischofs von Lausanne, Georg von Saluzzo.

## Werk
Seine 39 von ihm verfassten Werke behandelt ausführlich Balthasar Reber. Hemmerlin nahm zu den rechtlichen und politischen Fragen seiner Zeit ausführlich Stellung. Er war unmittelbarer Zeuge des Alten Zürichkriegs sowie der damit zusammenhängenden Verwerfung innerhalb der Limmatstadt.
Unter dem Einfluss dieser Ereignisse 1444 entstand sein Hauptwerk, das „Buch vom Adel“ („De nobilitate et rusticitate dialogus“), in dem er einen Bauern und einen Adligen ein langes Streitgespräch über die Vorzüge des Adels führen lässt. Es ist Erzherzog Albrecht VI. von Habsburg (1418–63)  gewidmet. Die bisher weitgehend unedierte Schrift wurde später von Enea Silvio Piccolomini, Sebastian Brant, Peter von Andlau, Felix Fabri und im 'Weißen Buch von Sarnen' benutzt. Sie ist laut dem Hemmerliforscher Konstantin Langmaier und dem Schweizer Historiker Guy P. Marchal nicht zuletzt deshalb als eines der großen Desiderate der Schweizer Spätmittelalterforschung anzusehen. In das Werk übernahm Hemmerli unter anderem. 73 Wappenbeschreibungen in Doppelversen (zusammen 146 Verse) des von Konrad von Mure kurz vor 1250 verfassten Wappengedichtes „Clipearius Teutonicorum“, das nur hier überliefert ist.
Seine heraldischen Kenntnisse verdankte er der Schrift „De armis et insigniis“ des Juristen Bartolus de Saxoferrato.
Das Thema des Kampfes zwischen den Eidgenossen und den prohabsburgischen Kräften führte er in der kurz nach 1444 verfassten und Friedrich III. gewidmeten Schrift "Processus iudicarius" (gedruckt 1493/1500) weiter: Im Himmel klagen die Zürcher Toten mit Karl dem Grossen und den Stadtheiligen als Fürsprecher gegen die Eidgenossen.
Hemmerlin verfasste um 1450 mit dem Tractatus de balneis naturalibus eines der frühesten bäderheilkundlichen Werke im deutschsprachigen Raum.

## Seine Bibliothek
Sein Freund, der humanistische Schriftsteller Niklas von Wyle rühmte ihn, die grösste Privatbibliothek im Bistum Konstanz zu besitzen, nennt ihn Liebhaber der Künste, des Gesanges, der Malerei und der Literatur und schildert Hemmerlins idyllisches Studierzimmer, in welchem seine Bibliothek sowie ein Vogelkäfig mit Singvögeln stehe. Hier hat er Hemmerlins «dritthalb hundert Bücher» (also rund 250) gezählt, nach damaligem Brauch gewiss viele Sammelbände, sodass mit gegen 500 Buchtexten zu rechnen ist. Hemmerlin selbst schreibt in seinem Passionale, dass er seine Bücher inventarisiert und in einer bestimmten Ordnung in seinem Studierzimmer aufgestellt habe. Eine Bücherliste oder ein Katalog seiner Bibliothek wurde bisher nicht gefunden. Nach seiner Gefangennahme an der Fasnacht 1454 und nach der Verurteilung zu Klosterhaft ging seine Bibliothek bis auf wenige Bücher verloren. Bekannt geworden sind bisher: 1 Codex in Ulm, 2 Codices in Valenciennes, 1 in Stuttgart und 1 im Musée Dobré in Nantes.
Auch in Büchern der Stiftsbibliothek Grossmünster hat er Inhaltsverzeichnisse eingeschrieben, oft Notizen in seiner charakteristischen Handschrift an den Rändern eingetragen und sein Notarszeichen und eine Jahrzahl angebracht, und hat sie mit der Formel Ecclesie sanctorum Felicis et Regulae prepositure Thuricensis als Eigentum der Stiftsbibliothek Grossmünster gekennzeichnet, nicht als sein Privateigentum. Diese Bücher sind zusammen mit den anderen noch vorhandenen Büchern der mittelalterlichen Stiftsbibliothek in die reformierte Stiftsbibliothek eingegangen und mit ihr heute in der Zentralbibliothek Zürich aufbewahrt.